# 慢性疲労症候群
筋痛性脳脊髄炎/慢性疲労症候群（きんつうせいのうせきずいえん、myalgic encephalomyelitis（略称ME）/まんせいひろうしょうこうぐん、chronic fatigue syndrome（略称CFS））は、免疫系、神経系、内分泌系の多系統の病態が関与する疾患。患者が訴える主な症状は、身体及び思考力両方の激しい疲労と、それに伴い、日常生活が著しく阻害されることである。慢性疲労症候群の診断基準は、慢性疲労をきたす障害や状態、服薬状況などを除外する必要があり、仕事や生活習慣が原因でなく、十分に休養をとっても回復しないことを必要とする。貧血、甲状腺疾患、糖尿病、多発性硬化症などが症状の原因であれば除外される。
国際的合意に基づく診断基準によれば A. 労作後の神経免疫系の極度の消耗、B. 神経系機能障害、C. 免疫系・胃腸器系・泌尿生殖器系の機能障害、D. エネルギー産生/輸送の機能障害が長期間（一般的に6か月以上）におよび継続する病気である (B, C, Dについてはカテゴリーのうち少なくとも一つ）。ICD10対応標準病名マスターでは、神経系の疾患としてG93.3に分類されている（病名は、ウイルス感染後疲労症候群、慢性疲労症候群、良性筋痛性脳脊髄炎の3つを列挙）。ただし、本疾患は現在もまだ病理学的に完全には定義されておらず、日々最新の研究が報告され情報が蓄積されている。
病態機序の一つとして、筋痛性脳脊髄炎/慢性疲労症候群患者における長鎖脂肪酸欠乏が関与していることが示唆され、特にアシルカルニチンの血中低値、脳内の特定部位におけるアセチルカルニチン取り込み低下が報告されている。日本医療研究開発機構(AMED)、障害者対策総合研究開発事業、神経・筋疾患分野の研究班長による2013年の和文レビューには「CFS患者では自律神経系の調節や情動などに深く関連している前帯状皮質24野と意欲やコミュニケーションにおいて重要な前頭皮質9野において有意に取り込みが低下していることが判明し,この部位ではアセチルカルニチンを介した神経伝達物質の合成が低下していることが明らかになった」と記載されている。また、脳内血流量の低下も同レビューに報告されている。
筋痛性脳脊髄炎/慢性疲労症候群患者の脳の海馬、視床、扁桃体を含む複数の領域でミクログリアの活性を伴う神経炎症が存在していることが2014年に報告されており、器質的病変を伴う疾患であることが報告された。短期記憶の喪失と海馬の炎症など神経炎症部位と症状には関連性が認められた。脳におけるミクログリアの活性化にはサイトカインの関与が報告されている。
重篤度が伝わらない・慢性疲労と区別がつきにくいということから、Chronic Fatigue and Immune Dysfunction Syndrome（慢性疲労免疫不全症候群、CFIDS）という呼称をアメリカ患者団体が利用してもいる。#病名呼称も参照のこと。

## 病名呼称
筋痛性脳脊髄炎(ME)
1938年から医療文献に記されている。1988年に、イギリス衛生省・英国医療協会により、公的にMEを真に存在する・重症の病気であるとした。脳脊髄炎と名前に含まれているが、炎症がないから不適切だと主張するものもいるが、患者に炎症が見つかっているケースがある。イギリス・カナダ等では、CFSよりMEという呼称が利用されている。
日本では日本医療研究開発機構(AMED)、障害者対策総合研究開発事業、神経・筋疾患分野の研究班における議論の後、「CFSの呼び名（病名）についても診断基準検討委員会において1年間かけて検討した結果、CFSというこれまでの病名は疲労という誰もが日常生活で経験している症状を病名として用いていることにより誤解や偏見を受ける可能性が高く、この問題点を早急に解消する必要性が指摘され、世界中の多くの医学会誌で用いられているME/CFS（筋痛性脳脊髄炎/慢性疲労症候群）を用いることとなった」と結論づけている。
慢性疲労症候群(CFS)
1988年に、アメリカ疾病予防管理センター（Centers for Disease Control and Prevention：CDC）により名付けられた病名。アメリカ・日本等ではこの呼称は利用されている。しかし重症度が伝わらない等の理由により、関係者が改名を望んでいる。
慢性疲労免疫不全症候群（Chronic Fatigue Immune Dysfunction Syndrome、CFIDS）
アメリカや日本等の患者団体が、慢性疲労と間違われやすい・重症度が伝わらないということで利用している病名。
慢性活動性EBウイルス感染症(CEBV)
ウイルス感染後疲労症候群（Post-Viral Fatigue Syndrome、PVFS）
ヤッピー・フルー
「裕福層のインフルエンザ」を意味する蔑称である。1990年のニューズ・ウィークの記事で取り上げられた。裕福層にCFS患者が多く、仮病・バーンアウト症候群だと思われていたからである。現在では、裕福層だけに発症するわけではなく、あらゆる階級・人種に発症することが分かっている。この呼称は、世にCFSを精神疾患・怠惰なだけだという偏見を生み出した。
全身性労作不耐疾患または全身性労作不耐症（Systemic Exertion Intolerance Disease、SEID）
米国医学研究所が2015年2月に新しく提案した疾患概念。

## 疫学
日本では、1999年に発表された旧厚生省の調査では人口の0.3%にあたる約36万人、厚生労働省が2012年に行った疫学調査では約12万7000人の患者がいると推定されており、2018年時点では8万人から24万人がCFSを罹患していると推定されている。しかし、認知度の低さにより、適切な診断を受けていないか、うつ病・神経症・更年期障害・自律神経失調症等に誤診されている患者が多いと思われる。
20代から50代のうちに発症するケースが多く、患者全体のうち女性が6～7割程度を占め、アレルギー疾患を併発するME/CFS患者が多いと言われている。

## 症状
免疫系、神経系、内分泌系の多系統の病態が関与するため症状は多岐に渡るが、国際的合意にもとづく診断基準ではカテゴリーとして4つに分けられる。
- A. 労作後の神経免疫系の極度の消耗（必須）、
- B. 神経系機能障害、
- C. 免疫系・胃腸器系・泌尿生殖器系の機能障害、
- D. エネルギー産生/輸送の機能障害。

このうち、労作後の神経免疫系の極度の消耗は必須でB, C, Dについては、いくつかの症状カテゴリーのうち少なくとも一つの症状がある。
例えば、B. 神経系機能障害には、
1. 神経認知機能障害（情報処理障害と短期記憶の喪失）、
2. 疼痛（頭痛、筋肉や関節の激しい痛み）、
3. 睡眠障害（睡眠リズム障害や疲労回復のなされない睡眠）、
4. 神経感覚、知覚及び運動障害（嗅覚・光・音・化学物質に対する過敏性、視覚障害、立位での不安定感、運動失調）

が含まれる（国際的合意に基づく診断基準）。
疲労とは、身体的または精神的疲労に分別され、痛みや発熱と並んで生体の3大アラームと言われており、身体に休息をとるよう脳に警告するシグナルである。ME/CFS患者では、このシグナルが過剰に働くことにより身体が激しく疲労する症状が続くとされる。よって、よく間違われることであるが、疲労が蓄積された慢性疲労とは別のものである。さらに、慢性疲労症候群という名称も誤解されやすいものとして、改名を求める声があり、日本医療研究開発機構(AMED)の研究班における議論の後、世界中の多くの医学会誌で用いられているME/CFS（筋痛性脳脊髄炎/慢性疲労症候群）を用いることとなった。＃病名呼称の項を参照のこと
長期間の疲労感の他、次の症状等を呈することがある。
- 微熱・咽頭痛 ・頸部あるいはリンパ節の腫張・原因不明の筋力低下
- 羞明・思考力の低下・関節障害 ・睡眠障害

通常、血液検査等も含む全身の検査を受けても他の病気が見つからず、精神疾患も当たらない場合に初めて疑われる（除外診断）病気である。ただし気分障害（双極性障害、精神病性うつ病を除く）、不安障害、身体表現性障害、線維筋痛症は併存疾患として扱い除外しない。詳細に検査をすると神経系、免疫系、内分泌系などに異常が認められる場合もある。
- 疲労感 — 身体、精神両方に激しい疲労感が生じる。運動、精神活動によって疲労感が増すが、休息や睡眠による回復は遅い。疲労の程度には個人差があり、何とか働ける程度から寝返りも打てない者もいる。患者の約4分の1は、外出が困難か寝たきりの状態である。アメリカ疾病予防管理センターの調査[24]によると身体的活動レベルは、多発性硬化症(MS)、後天性免疫不全症候群、全身性エリテマトーデス、関節リウマチ、最終段階の腎不全、慢性閉塞性肺疾患等の病気と匹敵すると報告されている。
- 痛み — 筋肉痛や関節痛（発赤や腫れがなく、移動性）、頭痛、リンパ節の痛み、喉の腫れ、腹痛、顎関節症、顔面筋疼痛症候群
- 知的活動障害 — 健忘、混乱、思考力の低下、記憶力の低下
- 過敏性 — 羞明、音への過敏、化学物質や食べ物への過敏。アレルギー症状の悪化。
- 体温調節失調 — 悪寒や逆に暑く感じることがある、微熱
- 睡眠障害 — 睡眠により疲れがとれない、不眠、過眠、はっきりした夢を見やすい。
- 精神障害 — 感情が変わりやすい、不安、抑鬱、興奮、錯乱、むずむず脚症候群
- 中枢神経障害 — アルコール不耐性、筋肉の痙攣、筋力低下、振戦、耳鳴り、視力の変化
- 全身症状 — 口内炎、朝のこわばり、頻尿、体重の変化、動悸、甲状腺の炎症、寝汗、息切れ、低血糖の発作、不整脈、過敏性腸症候群、月経前症候群、発疹

## 診断基準
現在の診断基準では、6か月以上持続ないし再発を繰り返す労作後の疲労を認めることをはじめとして、問診票を用いた症状診断と臨床検査による除外診断を組み合わせたものである。
より詳細なものへと改訂が続けられてきた。

### パフォーマンス・ステイタス
現在の診断基準では、疲労・侮怠の程度は、パフォーマンス・ステイタス（PS）により判断される。CFS患者として診断基準を満たすのは、PS値で表して3以上である。
| PS値 | 疲労・倦怠の程度                                                                                 |
| ---- | ------------------------------------------------------------------------------------------------ |
| 0    | 倦怠感がなく平常の社会生活ができ、制限を受けることなく行動できる。                               |
| 1    | 通常の社会生活ができ、労働も可能であるが、疲労を感ずるときがしばしばある。                       |
| 2    | 通常の社会生活はでき、労働も可能であるが、全身倦怠感のため、しばしば休息が必要である。           |
| 3    | 全身倦怠感のため、月に数日は社会生活や労働ができず、自宅にて休息が必要である。                   |
| 4    | 全身倦怠感のため、週に数日は社会生活や労働ができず、自宅にて休息が必要である。                   |
| 5    | 通常の社会生活や労働は困難である。軽作業は可能であるが、週のうち数日は自宅にて休息が必要である。 |
| 6    | 調子のよい日には軽作業は可能であるが、週のうち50%以上は自宅にて休息している。                    |
| 7    | 身の回りのことはでき、介助も不要であるが、通常の社会生活や軽労働は不可能である。                 |
| 8    | 身の回りのある程度のことはできるが、しばしば介助がいり、日中の50%以上は就床している。            |
| 9    | 身の回りのこともできず、常に介助がいり、終日就床を必要としている。                               |

### 鑑別診断
慢性疲労をきたす障害や状態、服薬状況などを除外する必要がある。仕事や生活習慣が原因でなく、十分休養をとっても回復しないものである必要がある。
慢性疲労症候群は、よくうつ病と誤診され、線維筋痛症との鑑別も簡単ではない。鑑別が必要な症状を呈すものに睡眠障害、薬物依存症、感染症、甲状腺機能低下症、糖尿病、重度の肥満、多発性硬化症などもある。

### 診断の研究事例
CFSの診断基準は、血液などの客観的検査を基準としていない。しかし原因についての仮説はある。このため、客観的に鑑別するためのバイオマーカーの必要性が叫ばれており、研究事例がある。
大阪大学・大阪市立大学共同チームは、血液 1、2ミリリットルに近赤外線をあて、約95%の確率で鑑別できる近赤外線分光法を2006年に開発した。またその後、親指に近赤外線を当てることによりCFSを診断する方法も提案した。
2016年には血中の4種類の代謝物質（イソクエン酸、ピルビン酸、オルニチン、シトルリン）の比率が患者の判別に有効であることが発見された。さらに、血中の細胞外小胞の数や、そこに含まれているタンパク質（タリン1、フィラミンA）やマイクロRNAがバイオマーカーとして有効であると報告された。

## 他の疾患とCFSの鑑別・関連
2002年のアメリカン・ファミリー・フィジシャンによると、いくつかの病気とかなりのオーバーラップがみられる。貧血、甲状腺疾患、糖尿病、多発性硬化症 (MS)などは、その病気にふさわしい症状があれば、CFSから除外される。
1. うつ病 : CFSとうつ病とのオーバーラップが指摘されており、CFSという疾患概念そのものの存在に疑義を投げかける見解もあるが、CFS患者の体内では、コルチゾール・バソプレッシン等のホルモン量が少ないこと・運動・精神活動後に著しく疲労を感じる・buspirone負荷試験でセロトニン受容体の上方調節が認められない・MHPGが減少している・発症年齢が20代～40代という若い年代に多い・患者の2/3が女性・睡眠時の脳波異常・喉とリンパ節の腫れがある・罪業妄想がない・感染症で集団発生する・突如発症することが多いなど、うつ病とは異なる病態であることを示している。しかし、反応性のうつ病との合併例は多い。
2. 線維筋痛症(FMS): CFSの症状と同様の症状 筋肉痛・疲労・睡眠障害等がある。CFSとの合併例が非常に多い。CFS・FMS両方同様の病気として扱う医師もいる。
3. 古典型エーラスダンロス症候群: 慢性疲労、睡眠障害、線維筋痛症のような身体中の痛み、消化不良等の消化器症状等、古典型エーラスダンロス症候群は慢性疲労症候群と症状のオーバーラップが多く、古典型エーラスダンロス症候群の患者は多く慢性疲労症候群という誤診を受ける。慢性疲労の症状の強い古典型エーラスダンロス症候群の患者は必ずしも皮膚の進展度が強いとは限らないため、慢性疲労の強いエーラスダンロス症候群の患者は古典型エーラスダンロス症候群の診断や検査を受けるに至らないことが多い。慢性疲労症候群という診断を受けている多くの患者は実際古典型エーラスダンロス症候群であると言われている。
4. 化学物質過敏症(MCS): 患者は、化学物質に過敏に反応し、睡眠障害がある。
5. 湾岸戦争症候群(GWS): 症状はCFS患者の症状と酷似している。劣化ウラン弾・化学兵器・マイコプラズマ・外傷性脳損傷(TBI)・メフロキン（マラリア予防剤）・神経症などが原因ではないかといわれている。患者の約半数に、マイコプラズマの抗体が見つかっている。イラク戦争でも精神神経障害の多発が問題になった。マラリア予防剤としてドキシサイクリンが使用された。
6. 伝染性単核症:伝染性単核症発症からの6か月、12か月、24か月間中、約13%、7%、4%の患者がCFSを発症するが、ほとんどの患者は時間と共に回復する。（調査対象301名、12～18歳）[38]# ライム病
7. 過敏性腸症候群(IBS)
8. 多発性硬化症(MS)
9. 膠原病
10. Q熱
11. 甲状腺機能低下症
12. 後天性免疫不全症候群(AIDS)
13. 慢性閉塞性肺疾患(COPD)
14. 身体表現性障害
15. 不安障害
16. セリアック病
17. 神経衰弱
18. 体内異物反応（豊胸シリコンバックアレルギー Brest Implant Illness 等

## 原因
CFSの機序・病原については、国内外とも、生理学・疫学的な研究を含む多くの研究がされているがはっきりしない。
アメリカの医療従事者向けの治療ガイドには、3,000以上の研究報告が存在し、CFSは生理学的な病気である十分な科学的証拠があると記されている。また、2008年発刊のトキシコロジージャーナルには、CFSは、主として神経・内分泌・免疫系統の機能不全の一群であるとし、外因性の化合物・感染症・ストレス・幼少期の虐待等がCFSを起こす要因である可能性があると述べている。しかし依然、明確に説明できるような原因は見つかっていない。
過去、発症要因と考えられたものには以下のようなものがある（患者により異なる）
- 風邪、発熱 （インフルエンザ等）
- ストレス、トラウマ
- 感染症（細菌、真菌、ウイルス）
- 外傷
- その他 （化学物質、紫外線、アレルギー、外科手術、出産、遺伝、環境 など）

かつては原因不明の未知の病気とされたが、決定的な病因は特定されていないものの、そのメカニズムは徐々に解明されつつある。大阪市立大学の研究によると、中でも種々の生活環境ストレスが第一の病気を発症させる引き金になっているとされる。
重要なのは、ストレスとは楽しくない事柄だけをさすのではなく、「ストレッサー」と呼ばれる外的刺激が原因であり、物理的ストレッサー（寒冷、騒音、放射線など）、化学的ストレッサー（酸素、薬物など）、生物的ストレッサー（炎症、感染）、心理的ストレッサー（怒り、不安など）に分けられる。ストレス反応とは、ストレッサーに対する防衛機構が働き、身体の恒常性(ホメオスタシス)を変化させるもののことを意味している（よって、本人がストレスと気づかない場合もストレスとなっている場合がある）。
医学的研究によりストレスは免疫が介在する疾患で重要な役割を持っており、実際に精神神経免疫学という新しい研究分野として研究が行われている。
患者の疲労の主因として以下のような「身体的な異常」が重なっていると考えられている。
- 遺伝子異常
- サイトカイン（免疫）異常
- ホルモン（内分泌系）異常
- 脳・神経系の異常
- ミクログリアの異常

### 遺伝子の異常に関する研究
マーカー遺伝子の発現解析結果を検査することで、高精度でCFSの診断が出来ると期待される。このことにより、診断が困難であったCFSの確定診断としての利用が望まれる。また、有効な治療法が無かった病気だが、新薬の開発への糸口になる可能性がある。日本では、六反一仁・徳島大学ヒューマンストレス研究センター長らが開発した、血液中の1400以上の遺伝子を調べられるDNAチップなどの遺伝子に関するいくつかの研究を発表しており期待されている。また、大阪市立大学では、患者に遺伝子発現の検査を行っており、抗ウイルス・NK活性・T細胞・エネルギー産生・細胞死・ミトコンドリア産生の遺伝子の活動レベルを検査している。

### 免疫の異常に関する研究
人が疲労を感じる際、そのシグナルとなる疲労伝達物質であるサイトカインが産生されるとされる。CFS患者では、このサイトカイン（TGF-β 及び インターフェロン）の産生異常といった免疫機能障害によって、異常な疲労感が引き起こされると考えられている。
サイトカインの産生異常の原因として、さまざまな研究がされている。患者の中には免疫の指標であるNK活性が低下している者がおり、免疫低下により体内のウイルスが再活性化してサイトカインが産生されている。なお、科学誌サイエンスに、レトロウイルスであるXMRVと慢性疲労症候群の関連が報告されたが、世界中の20の機関で追試が行われたが検出されず、サイエンスは論文を撤回した。
近年のサイトカイン産生異常の研究では、CFSはストレスと密接な関係があるとされ、脳内サイトカインがさまざまなストレッサーによるストレス刺激によって産生されることがわかってきている。種々の外的ストレスが、「自律神経」や「内分泌系」を介して「免疫系の調節」をしていることも明らかになっており、精神的ストレスが内分泌系や交感神経を介して、末梢の免疫細胞の機能変化を誘導し、自己免疫の発症の誘因になることも明らかになっている。
一方、ヒトパピローマウイルスのタンパク質とアミノ酸配列が似たタンパク質がヒトに存在し、これが抗原となることで自己免疫疾患を引き起こしME/CFSを誘導する可能性も報告された。

### 内分泌の異常に関する研究
TGF-βの産生異常により、神経ホルモンDHEA-Sの低下・アシルカルニチン異常・グルタミン酸・γ-アミノ酪酸 (GABA) の産生低下が起こっていると考えられている。患者の約半数の血液中に、自己免疫疾患の患者の血液中だけにみられるCHRM1（ムスカリン1型アセチルコリン受容体）抗体という特殊たんぱくが見つかっており、その他 OPRM1（オピオイドμ受容体）、HTR1A（セロトニン1A受容体）、DRD2（ドーパミンD2受容体）も血液中に存在する患者が存在する。アセチルコリン受容体に対する自己抗体は、重症筋無力症と関連があり、CHRM1が血中に存在する患者は脱力感・思考力低下の症状が強い。

### 神経学的な異常に関する研究
CFS患者で、脳内の神経細胞の活動性が下がっている部位が幾つかある患者が居る。前頭前野（ブロードマン24,32,33と9/46d野）の部位に限定してのアセチルカルニチン取り込みが低下しており、この前帯状回の神経細胞は、自律神経系の中枢部であり、グルタミン酸などの合成が上手く行われていない可能性があり、このことにより自律神経系の諸症状がでることにつながっていると考えられている。また、血中アセチルカルニチンの濃度低下により、倦怠感・思考力・集中力の低下なども引き起こす原因とされている。
また、ポジトロン断層法 (PET) による脳の血流を調べたところ、前帯状回・眼窩前頭野（意欲やうつ状態と関係している）・背外側前頭前野（新しい計画を立てたり新たな行動の意欲と関係）・側頭葉（記憶に関連している）・後頭葉（視覚と関連）・脳幹部（意識を調節する部分や筋肉との共同運動を調節し、呼吸・心拍・体温調節などの基本的な生命現象の中枢）などの血流が大幅に低下し、神経細胞の活動レベルが下がっている患者が見つかっている。一部の患者の不定愁訴はこれらによるものと推測できる。

### ミクログリアに関する研究
ME/CFSのモデルラットでは、脊髄の後角でミクログリアの集積や活性化が見られた。また、このラットは通常のラットより強い痛みを感じるが、ミクログリアの活性化を薬剤で抑制すると、痛みも抑制された。
PET検査により異常所見が確認されたCFS患者の頭部CT検査やMRI検査は明らかな異常所見が確認できなかったとの報告がある。重症のCFSでは脳内ミクログリアの活性化による神経炎症が起こっていた。ミクログリアの活性化を抑える薬剤はCFSの特効薬として開発が始まっている。

### 感染症に関する研究
CFSにおいて、感染症を原因とした毒素が関連しているのではないかという研究がされている。日本では、ほとんど行われていない。
一般培養での検出が不可能な、偏性細胞内寄生体(リケッチア等)や、感染後、血液所見にほとんど変化をもたらさない百日咳(Bordetella pertussis)等の、多数の毒素(Bordetella pertussisでは7種の毒素が判明している)を生産する細菌群が上げられる。
新型コロナウイルス感染症との関連も指摘されている。

## 治療
薬剤に関しては、漢方薬（補中益気湯・人参養栄湯・十全大補湯・六君子湯等）・ビタミンC・メチコバール・抗うつ薬・免疫グロブリン。眠剤等の処方・認知行動療法・段階的行動療法・ペイシングなどで多少の効果が見られる場合がある。

### 非薬物療法
水素ガス吸入療法
　慶應義塾大学等は、水素ガスの吸入によって、ブレインフォグ、疲労、労作からの回復時間、頭痛、集中力低下、睡眠障害などの症状の改善を示した症例を報告してる。
認知行動療法
病気を悪化させると思われる活動や行為を、どのように調整したらいいのか学ぶことである。正式な学習方法は、認知行動療法と呼ばれており、患者は疾患への対処がより容易になり、新たな症状を誘発することなく、活動量を増すことができるようになることが知られている。また、家族も教育を受けることで、良好なコミュニケーションを保つことができるようになり、CFSが家族に与える種々の悪影響を軽減できるとされる。
運動
適度な運動は、肉体的、精神的健康を保つとされる。それは、CFS患者も例外ではないが、運動の量と運動をやめる時期に注意を払うことが重要である。最も重要な点は、どのような程度の運動をおこなうにしても、疲労レベルを増加させないよう患者個人にあったレベルの範囲内に抑えることである。ヨガ・太極拳等も効果のある場合がある。しかしながら、無理をすると、疲労や痛みが増し、逆効果となる場合がある。また、PS値の高い重症患者は軽度の運動も出来ないため、運動療法が行えないケースもある。
温熱療法
新陳代謝を促し、筋肉の緊張をほぐしたり、血流を良くして免疫を高める効果がある。温灸・入浴など。入浴は体力にあった範囲内にすること。PS値が高く入浴できない患者には、短時間で入る半身浴、足湯などがある。

### 薬物療法
薬物療法は、特有の症状群を軽減するためのものである。下記に述べる薬剤は患者により効果が異なるため、症状、体質などを把握したうえで適切な選択をすること。またCFS患者の中には、一定の薬剤（主に中枢神経系に作用する薬剤）に対して過敏傾向にある患者がおり、この場合においては薬剤を低用量から始め必要性にあわせて量を増すことが望ましい。
漢方薬
補中益気湯は補剤と呼ばれており、病後や術後の免疫低下や、微熱・全身倦怠感などにCFSの症状に似ている症状の場合処方されており、患者の4割に有効とされている。なお、CFS患者において証は一定の傾向を示さないため、「証」の分類、及びその見立てに従った本格的な漢方治療の研究が名古屋大学にて行われている。
非ステロイド系抗炎症剤
これらの薬は、CFS患者に痛みがある場合にその症状を軽減するために用いられている。
低用量三環系抗うつ剤
三環系抗うつ薬は、睡眠の改善や軽い全身疼痛の軽減を目的として処方される。
他の抗うつ剤
非抑うつCFS患者に、SSRI（選択的セロトニン再取り込み阻害薬）を投与したところ、治療効果がみられたとの報告がいくつかなされている。CFS患者の中には、うつ症状のある患者も一部みられ、この治療に対しては、より新しい抗うつ剤の処方が行われている。フルオキセチン(プロザック、日本未認可)、セルトラリン(ジェイゾロフト)、パロキセチン(パキシル)、ベンラファキシン(イフェクサー)、トラゾドン(デジレル、レスリン)、ブプロピオン(ウェルブトリン、日本未認可)などがある。効果には個人差があり、また程度の差はあるものの、興奮、睡眠障害、疲労増加など、副作用がある。
抗不安剤
CFS患者の不安症状に対しては、抗不安薬が処方される。
抗菌剤、抗ウイルス剤
近年、この治療は行われなくなってきている。抗ウイルス剤アシクロビルを使った対照試験では、CFS患者には効果がみられていない。まれに患者の中には感染症の症状を併発しているケースがあり、この場合を除いてCFSの治療として処方されるべきではないとされている。
抗アレルギー治療
CFS患者の中には、アレルギーの病歴を持っている方がおり、周期的に、それらの症状が表れる場合がある。非鎮静抗ヒスタミン剤は、こういったアレルギーを持つCFS患者に有効とされる。
アンプリジェン
アンプリジェン投与群は、プラセボ群に比べて認識力/行動力に中度の改善がみられたと報告されている。しかし、これらの予備研究の結果は、さらなる確認が必要とされる。なお、現段階では認可されていない薬である。
リツキシマブ
抗癌剤、免疫調整剤のリツキシマブが有効という研究が海外で報告されている。
日本では1993年、故・内田温士教授(京都大学、腫瘍学)らにより、慢性疲労症候群を免疫の病気として、抗悪性腫瘍剤・シゾフィランを用いた治療が試みられ、好成績を残していた。しかしその後、日本では心理的、脳科学的研究ばかりがなされ、免疫系からのアプローチをする医者、科学者は皆無に等しいのが現状である。

### その他
5-ALAとユビキノン
長崎大学が患者を調べたところミトコンドリアの働きを調整する遺伝子の変化を発見し、5-ALAとユビキノンの摂取で症状が改善することを発見した。
ビタミンC
（アスコルビン酸）を大量（1,000mg 毎食後）を服用することにより、活性酸素を除去し、組織障害を減少させることができ、微熱が軽減する例がある。ビタミンCは酸性であり、大量に服用すると胃を痛めることがあるので、セルベックス等の胃薬を併用する。
メチコバール
（毎食後 1,000μg）は、ビタミンB12であり、元来、末梢神経炎の治療薬として用いられていたが、睡眠障害にも有効であると報告があり、脱力感・疲労感を軽減し、思考力を回復する例がある。
代替医療
コエンザイム、カルニチン、NADH、必須脂肪酸、リンゴ酸、マグネシウム等のサプリメントで症状が緩和することもあり、自律神経系の乱れには、緑の香りのアロマテラピーが効き、脳の疲労が軽減する。鍼灸療法では鎮痛効果や筋肉の緊張を緩め血行を促進させる効果がある。また、加工食品の扱いになるが、反鼻（マムシの肉）・蝮胆（マムシの胆嚢）には、セロトニン前駆物質トリプトファン・各種ビタミン・ニコチン酸などが含まれているためそれらの相乗効果により単体でそれぞれを摂取するよりも症状を緩和させる場合がある（マムシ丸ごと一匹のものとは性能が異なるため注意）。
抗疲労物質
アミノ酸、クエン酸など。鶏むね肉には抗疲労効果が期待されているカルノシンとアンセリンが豊富とされる。

## 医療機関の対応
現在、CFSの診察を積極的に行っている医師はごく少数である。また、医師の間でCFSの認識は薄く、専門医でなければこの病気の可能性を見いだせなかったり、的確に診断できない場合がある。精神疾患等に誤診される場合があり、患者は多くの病院を訪れ（ドクターショッピング）、長年の後CFSの診断を受けることが多い。それでもここ数年は、政府の疲労プロジェクト・日本国外の研究報告によってCFSの研究が進んだこと、各メディアが取り上げるようになったことなどによって、認識が広まってきている。また、アメリカ政府が公的にCFSを認めたこともあり、今後の認知は深まると考えられる。
なお日本国内では，大阪市立大学付属病院疲労クリニカルセンターが慢性疲労症候群の解明と治療に取り組んでいたが，現在2019年段階では当外来では一般の方の初診の受付は、行っておりませんと明記されている。ナカトミファティーグケアクリニック(ナカトミファティーグケアクリニックの院長である中富康仁氏は大阪市立大学付属病院疲労クリニカルセンターの担当医を兼務している)にて鑑別診断等実施のうえ、慢性疲労症候群と診断された方で診察をご希望される方は本院専門外来での診察を受付けておりますとされており，これを知らない患者にとっては誤解(他の医療機関からの紹介状では受け付けてもらえない場合がある)と負担となっている。　

## 経過

### 発症
突然にインフルエンザのような症状を呈し発症するか、疲労やストレス等の蓄積で発症し徐々に悪化するケースも多くある。

#### 突然の発症
突然にCFSを発症し、ある日・ある時間に発症するということを覚えている患者もいる。
しばしば、他の病気と一緒に、または、他の病気によって引き起こされる。インフルエンザや気管支炎などへの感染、アレルゲン（ペンキ・新しいペット・建設物の埃）への曝露後、CFSの症状が現れるようになる。組み替え型のB型肝炎ワクチンがCFSの発症原因の一つではないかという説もある。

#### 徐々な発症
いくつかのケースでは、ゆっくりとしたペースで（何年にも渡るケースがある）進行する。こうした患者は、発症時にはCFSに気が付きにくい。ストレスや過労からだと思い、しばらくすれば治ると思うが、長く症状が続くので治療を求めるようになるようである。

### 予後
一般的に、予後は良くない。発症が突然である場合、数年である程度症状が改善することもある。完治は希であり、数十年もの期間症状が続くケースも多く、寝たきりの状態が続いている患者も多い。早期治療を受けたケースでは予後が良いが、治療を受けずに自然治癒することはあまりない。激しい運動・ストレス・他の病気などにより症状は悪化しやすい。免疫が落ちていることが多いため感染症に罹患しやすく、エイズ患者にしかならないような病気も合併する例があり注意が必要である。また、CFS患者は、平均寿命が短いという報告がなされている。癌・心不全・自殺などが主な理由だとされる。2005年11月に32歳で死亡したイギリス人女性に対して厳格な検死鑑定が行われ、CFSにより脱水症状を起こし尿を産生することができず死亡したとされた。これにより2006年6月13日、イギリスにおける初の公的なCFSによる死とされた。彼女の脊髄には炎症が発見された。

## 歴史
CFSは比較的新しい疾病概念であるが、古代医学の巨人ガレノス（西暦130～201年）の著書の中にもCFSの病態のように思われる記述が残っている。18世紀にも裕福層に多く同様の病態の患者がいた記録が残っており、著名人の中でも、フローレンス・ナイチンゲール、チャールズ・ダーウィン等も同様の病状のようであったようだという記録が残っている。
1930年代から1950年代にかけて、世界各国60か所以上で発症例が報告された。主な国はアメリカ・イギリス・オーストラリア・アイスランド・ドイツである。当時はCFSという概念がなく、発症した病院名や地域の名をとり、ロイヤルフリー病・アイスランド病などと呼ばれ、異形ポリオ・集団ヒステリーなどではないかと推察されていた。
1930年代後半に、筋痛性脳脊髄炎(Myalgic Encephalomyelitis)という名で免疫・神経学的な研究がなされ、WHOによりCFSは、中枢神経系の病気であると、1969年に分類されている。そして、1992、1993年には、"ME（筋痛性脳脊髄炎）"と"CFS（慢性疲労症候群）" 両疾病概念は、WHOの国際疾病分類 ICD-10 G93.3 PVFS（感染症後疲労症候群）にまとめられた。
1984年には、アメリカ・ネバダ州にある人口約2万人のインクラインで、人口の約1%にあたる約200名が強い疲労などを訴えた（ネバダ・ミステリー）。アメリカ疾病予防管理センターが調査に乗り出し、病名を慢性疲労症候群 (Chronic Fatigue Syndrome) とした。1988年には診断基準も作成された。当初、未知のウイルスの関連が考えられていたが、現在は否定されている。
ただ、一部の症例ではウイルスや他の病原体が原因となっている可能性があると報告されている。
日本ではあまり関心を持たれてはいなかったが、1991年に、厚生省のCFS調査研究班が発足。1993年には、日本における診断基準を満たす患者が、474例報告された。以後、阪大を中心に、CFSの研究・診察が行われた。2005年には、大阪市立大学医学部に疲労クリニカルセンターが設立された。一般的な疲労を含み、CFSの研究・診察を行っている。ただし先に医療機関の対応の項で述べたように，大阪市立大学医学部疲労クリニカルセンターが外来患者をすべて受けいれ治験等を行っているわけではないことに留意する必要がある。
諸外国でも研究が進められ、生理学的な異常が多く報告されるようになっている。2001年には、イギリスの保健省首席医務官が、すべての医師はCFSを深刻な病気とみなし治療するように指導した。アメリカ・ヨーロッパ諸国・韓国等でも同様の動きがある。だが、医師の間ではCFSが身体的疾患か精神疾患か、またそもそもCFSという疾患が存在するのかといった議論が絶えない。しかし、徐々にではあるが世界の医療従事者の中でも認知が深まりつつある。
2006年には、アメリカ疾病予防管理センターが、C3(CFS Computational Challenge)と題された、ゲノム学者・分子生物学者・数学者・エンジニア等で行った大々的な研究結果を報告し、CFSが存在すること、精神疾患であることを否定し身体的な病気であると宣言をした。これに合わせアメリカ国内で、Get informed. Get diagnosed. Get help. と題された認知キャンペーンを400万ドルをかけて開始し、アメリカ疾病予防管理センター長も、CFSを深刻な病として扱うことを訴えた。病名の変更もアメリカで議論され、変更される予定である。2007年度、イギリス政府が再び、医師に真剣に治療するように指導し、新しい治療ガイドラインを発布した。
日本においては、厚生労働省CFS研究班が廃止され未だ政府によりCFSを医療従事者に診察・治療を行う指導は行っていない。

### 啓発デー

ブルーリボン

5月12日は、慢性疲労症候群世界啓発デーとして知られている。この日、慢性疲労症候群の患者や関係者が、一般の人々、政策決定者、医療従事者などに、慢性疲労症候群の症状、診断、治療について啓発し、この複雑な疾患への理解を求める。日本においても開催される。実際にはこの啓発デーは、線維筋痛症、化学物質過敏症といった疾患と合同で開催されており、"May 12th International Awareness Day"と称されている。大規模なライトアップイベントで知られる。
5月12日はフローレンス・ナイチンゲールの誕生日であり、彼女がクリミア戦争後に慢性免疫神経系疾患のような病態になったことから、この日が選ばれた。
啓発デーにおいて、慢性疲労症候群の象徴色は青であり、アウェアネス・リボンとしてブルーリボンが用いられる。

## 社会的問題
1900年代前半には内科的な病気である可能性が高いと思われていた。だが、当時の診断技術では患者特有の異常が見つからず、精神疾患だと医療従事者の中でも思われるようになった。CFS患者は、心の中の問題だけにされる傾向がある。本来なら神経内科医が診る疾病であるが、仮病や心気症的な振る舞い（注意をひいている）・時には詐病とまでされ精神科にまわされることが多く、診察を拒否する医師さえいるので、患者は診断を受けるために長期の時間苦しむことになり、病気を難治化・長期化している。また、多くの患者は働くこともできず、障害年金も受給されないことが多く、経済的に困窮することになる。周囲の人々から理解を得られにくく、怠けている・精神的に問題があるなどとされる傾向がある。CFS患者の自殺率は非常に高いという報告があるが、こうした周辺環境が関与している可能性がある。CFSは日本全体においても大きな経済負担になっており、CFSによる日本の経済的損失は1.2兆円と推定されている。

## 関連作品
- 『不安と共に生きる / Unrest』 （原題：Unrest、製作国：アメリカ、2017年） - 博士課程の途中でこの病に倒れた女性が、自らの姿にカメラを向け、重篤ながら「怠け」と誤解されがちな疾患の理解を呼びかけるドキュメンタリー。 出演はジェニファー・ブレア。
- 『55歳からのハローライフ』（村上龍） - 短編小説『トラベルヘルパー』で筋痛性脳脊髄炎/慢性疲労症候群という難病を患った夫が文中の表記通りにME/CFSが出てきており、病状についても記載されている。
- 『忘れさられた病 筋痛性脳脊髄炎/慢性疲労症候群の患者たちの現実』(NHK『ハートネットTV』2018年10月23日放送） - 医師からも忘れ去られた病として、実際の患者の生活や現実にフォーカスし、取材した。

## 慢性疲労症候群患者の日常生活困難度調査事業
聖マリアンナ医科大学難病治療研究センターでは、2015年、慢性疲労症候群患者の日常生活困難度の調査を行い、行政への要望として、病気の研究や認知、社会保障を挙げている。